# なぞかけ
なぞかけ（謎掛け）は、言葉遊びの一種で、なぞなぞの変型。通常のなぞなぞ同様、問いと答えからなり、ダブル・ミーニングや見立てを利用しているが、なぞなぞが1つの問いに対し1つの答えという対応構造であるのに対し、なぞかけは問いに「掛け」が結びつく点でより複雑になっている。
構造的に分類する際、従来のなぞなぞを「単式なぞ」あるいは「二段なぞ」と呼び、なぞかけを「複式なぞ」あるいは「三段なぞ」と呼ぶ。
日本では17世紀終わりから18世紀はじめにかけて発生したとされる。複雑な構造のためか子供の遊びとして伝承されることが少なく、むしろ演芸として発展した。

## 概要

### 構造
なぞかけを2人でのやりとりとして行う場合、下記のような形式になる。
「Aとかけて」（あるいは、「Aとかけて、なんと解く」）
「Bと解く」
「その心は」
「C」
出題者がAを提示すると、回答者はBという一見なんの関係もなさそうなものを提示する。出題者が「その心は」と一拍置き、回答者はAとBの共通点としてCを示す。共通点の提示として多く用いられるのは、同音異義語による結びつきである（1文で同音異義を重ねる駄洒落とは少し異なる）。

### 作成法
回答者は上記構造におけるBとCの2つを答えなければいけない。早く回答するために最適な方法は、まずAに合わせるようなCを案出し、それからCを説明するような内容のBを考え出すという方法である。AとBの順序は入れ替え可能であるから、出題者からお題として出る場合と、回答者が答える場合との2通りに備えることができる。例えば、「かんじょう」という同音異義語を複数覚えておき、「山手線」を提示されれば、即座に「環状線」を頭の中で連想しておいた上で、「ケチな奴と飲みにいった時と解く」と答え、「その心は」「勘定せん」と落とす。逆に「ケチ」を提示されれば、即座に「勘定」「せん（=しない）」を頭の中で連想しておいた上で、「山手線と解く」と答え、「その心は」「環状線」と落とす。立川談志によれば、プロの芸人はこのストックが無数にあるといい、7代目橘家圓太郎を例に取り、寄席の即興なぞかけ芸は「答えはある程度できていて、アドリブは十分の一ぐらい」と述べている。
なお、談志は著書においてなぞかけの極意を「同音異義語、それも鮮やかじゃなくちゃいけない」とし、複数の同音異義語を組み合わせた文章で回答することを推奨している。「かける」という動詞の同音異義をストックした上で、「マラソン」という掛けを提示された場合、「ハンガー」「どちらもかける」だけではなく、「やぶれる」の同音異義を加え、「折れたハンガー」「下手にかけるとやぶれることがある」とするなど。
また談志は、同音異義語を用いない以下のなぞかけの例を提示し、「謎掛け（引用ママ）になっていない」「当たり前だ」と評している。
「編集長と掛けて」「学校の先生と解く」「その心は」「本で苦しむ」
「宇宙衛星と掛けて」「宇宙衛星と解く」「その心は」「宇宙衛星」（8代目橘家圓蔵の舛蔵時代の作品）
「宇宙衛星と掛けて」「氷と解く」「その心は」「どちらも自転車屋で売ってくれない」（8代目橘家圓蔵の舛蔵時代の作品）

### 発表の場
演芸としては、かつては願人坊主などによる門付芸として行われていた。現代では落語家などが寄席およびテレビ番組の大喜利などで余興として頻繁に行っている。また、ラジオ放送や雑誌などの企画として、聴取者の投稿を募ることもある。

## 例
同音異義語による例
- 片思いとかけて、火事場の纏と解く。その心は、燃えるほどふられる（フラれる／振られる）[3]
- 不良学生とかけて、豊臣秀吉と解く。その心は、たいこう（退校／太閤）になる[4]
- 立川談志が橘ノ圓福から教わった修業のための例題[3]。
  - 時計屋とかけて、大塩平八郎と解く。その心は、ききんぞく（貴金属／飢饉・賊）
  - 葬儀屋とかけて、ウグイスと解く。その心は、なきなき（泣き泣き／鳴き鳴き）うめ（埋め／梅）に行く

同音異義語によらない例
- 剣術の試合とかけて、質屋の出入りと解く。その心は、受けたり流したり[5]
- いろはの「い」とかけて、茶の湯の釜と解く。その心は、ろ（炉）の上にある[6]
- 畳屋とかけて、納豆と解く。その心は、わらの中で糸を引っぱる[7]
- ミニスカートとかけて、結婚式のスピーチと解く。その心は、短いほど喜ばれる[8]